# Gregory Pierson

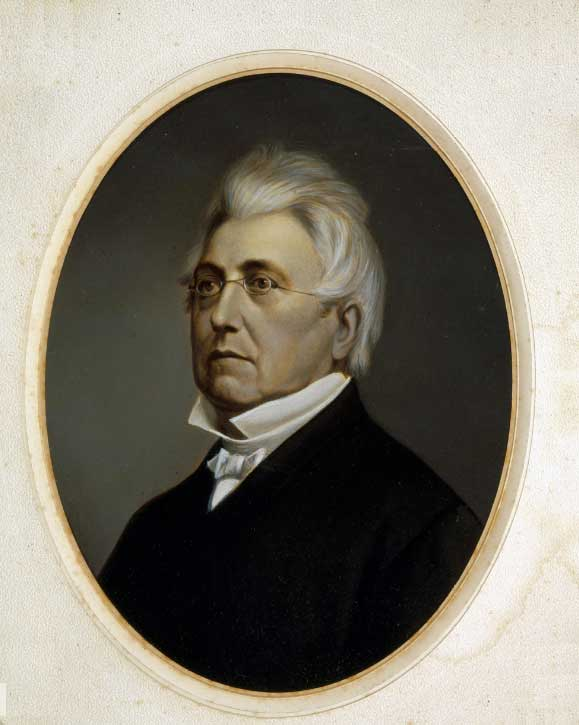
Gregory Pierson (1806-1873)

Jan Lodewijk Gregory Pierson (Alkmaar, 1 september 1806 - Amsterdam, 12 oktober 1873) was een Nederlands zakenman en een vooraanstaand vertegenwoordiger van het Réveil, een negentiende-eeuwse christelijke opwekkingsbeweging.
Gregory Pierson, lid van de familie Pierson en zoon van de Alkmaarse predikant en dichter Allard Pierson en Johanna Elisabeth Gregory, trouwde in 1829 met de bankiersdochter Ida Oyens, lid van de familie Oijens. Het echtpaar sloot zich aan bij het Réveil en bezocht bijeenkomsten van Isaäc da Costa en Nicolaas Beets. Hun huis werd een belangrijke ontmoetingsplek voor geestverwanten. Pierson ijverde voor afschaffing van de slavernij. Hij steunde het werk van Ottho Gerhard Heldring. Zijn zoon Hendrik zou later de opvolger van Heldring als directeur van de Heldring-gestichten te Zetten worden. Piersons vrouw schreef enkele stichtelijke werken.
Gregory Pierson en Ida Oyens waren de ouders van de politicus Nicolaas Pierson en de predikanten Allard en Hendrik Pierson.